# الحرب العربية الزيرية (1083)
الحرب العربية الزيرية أو الحرب القابسية الزيرية, هي نزاع حصل بين حلف عربي بقيادة بنو صخر و آل باديس حكام المهدية، ذكرت رواية أخرى أن بنو ولموية و بنو صخر تحالفوا ضد الزيريين، انتهت الحرب عموما بانتصار زيري.

## رواية ابن الأثير و ابن عذاري
تحالف مالك بن علوي زعيم بني صخر مع مجموعة من قبائل العرب، و كان معه عدد عظيم فتقدم معهم و حاصروا المهدية 476هـ / 1083، فصبر تميم بن المعز الى أن تعب مالك فغادر، و توجه إلى القيروان فاستولى عليها، و هنا استغل تميم الفرصة فأرسل جيشه الذي غلب العرب و استرجع القيروان, ثم حصل صلح أنهى الحرب.

## رواية التجاني
كانت قابس مستقلة و محكومة من قبل إبراهيم بن محمد من بني ولموية، و لم تسلم من محاولات تميم بن المعز لاسترجاع إفريقية لسلالته، فقد تعرضت قابس للحصار سنة 1081، اما قبيلة الأثبج فقد كانت قد خسرت نفوذها لصالح بنو رياح الذين صاروا أصحاب آل باديس و حلفائهم في إفريقية، على عكس المغرب الأوسط الذي كان الأثبج متمكنين فيه. في سنة 476هـ / 1083، تحالف إبراهيم مع بني صخر بقيادة مالك بن علوان ضد تميم، فقد كان بنو صخر من الأثبج، و رجح باحثون أن الأمر متعلق بثورة أثبجية و محاولة لاسترداد النفوذ.
تقدم إبراهيم و مالك من مناطقهم نحو المهدية ثم ضربوا الحصار لكن تميم كان لديه خطة ذكية، فأرسل لحلفائه العرب (غالبا بنو رياح) مبلغ من المال فهجموا على عسكر إبراهيم، ثم خرج تميم و جيشه و هاجموا المعسكر أيضا في نفس الوقت، و بهذا صار إبراهيم هو المحاصر، و تم سحقه «و انهزم هزيمة فاحشة»، و نجحت خطة الكماشة الزيرية. بعد المعركة عاد إبراهيم لقابس، أما مالك بن علوي فقد فر إلى القيروان، فتوجه إليه تميم و معه حلفائه الأعراب، و حاصروا القيروان، و لما لاحظ مالك استحالة المحاولة، بسبب قلة جنوده و نقص التحصينات، هرب من المدينة في الليل، و بهذا استرجع آل باديس القيروان بشكل تام بعد سقوطها على يد العرب. بعدها عاد كل إلى مكانه، فذهب تميم إلى المهدية و ذهب مالك إلى القيروان، و قد قرر تميم أنه من الصالح أن يبرم تميم اتفاقا معه و ذلك ما حصل، و بنود الاتفاقية و زمنها مجهولان، لكنها حصلت قبل عام 1087.

## الروايات
تختلف الروايتين في شيئ واحد و هو الأحلاف، فلم يذكر البيان و الكامل وجود بنو ولموية و بنو رياح على عكس الرحلة، تعتبر روايتي البيان و الكامل أقرب بكثير لزمن الحدث كما أن البيان يوفر معلومات من المؤرخين الرسميين للدولة الزيرية، تقدم الرحلة رواية مفصلة أكثر، ما يجعل تواجد بنو ولموية متنازع عليه, لكن تتفق جميع الروايات على نفس المسار و النتيجة.